# (213) Lilaea
(213) Lilaea és un asteroide pertanyent al cinturó d'asteroides descobert per Christian Heinrich Friedrich Peters el 16 de febrer de 1880 des de l'observatori Litchfield de Clinton, Estats Units.
Està nomenat així per Lilea, una nàiade de la mitologia grega.

## Característiques orbitals
Lilaea orbita a una distància mitjana del Sol de 2,752 ua, podent allunyar-se fins a 3,155 ua. Té una inclinació orbital de 6,803° i una excentricitat de 0,1461. Triga a completar una òrbita al voltant del Sol 1668 dies.